# 49 дней (фильм, 1962)
«49 дней» — советский художественный драматический фильм режиссёра Генриха Габая по мотивам реальной истории.

## Сюжет
Фильм снят по мотивам реального происшествия. Баржу с четырьмя молодыми солдатами — сержантом Рахматулиным и рядовыми Подгорным, Фоминым и Бойковым унесло в открытый океан. Семь недель они дрейфовали на судне, пока их не заметили с американского военного корабля; за ними были посланы (в фильме) 3 вертолёта.

## В ролях
| Актёр                  | Роль              |
| ---------------------- | ----------------- |
| Владимир Буяновский    | Закир Рахматулин  |
| Виктор Пивненко        | Подгорный         |
| Владимир Шибанков      | Фомин             |
| Геннадий Крашенинников | Бойков            |
| Эрвин Кнаусмюллер      | капитан авианосца |
| Бруно Оя               |                   |
| Даниил Нетребин        |                   |
| Сергей Никоненко       |                   |
| Роман Филиппов         |                   |
| Василий Макаров        |                   |
| Виктор Филиппов        |                   |
| Анна Заржицкая         |                   |

## Съёмочная группа
- Режиссёр: Генрих Габай[1]
- Сценаристы: Юрий Бондарев, Владимир Тендряков, Григорий Бакланов[2][1][3]
- Оператор: Аркадий Кольцатый[3]
- Композитор: Алексей Муравлёв
- Художники: Арнольд Вайсфельд, Борис Немечек
- Костюмы: Анна Мартинсон